# Гринько Ходкович Волович
Гринько Ходкович Волович (середина XV ст. — до 1508) — державний діяч ВКЛ, городничий гродненський (1486–95), намісник перевальський (1499 —1503). Засновник шляхетського роду Воловичів. Онук конюшого Гринька Воловича.
Вперше згадується в грамоті 1499 року. У записі від 1504 р. згадується без посад.
На початку XVI ст. зробив фундуш для Каложського монастиря св. Бориса і Гліба в Городно.
У двох шлюбах — з невідомою та Надією з магнатського роду Хребтовичів — мав 7 синів і щонайменше 2 дочки: Богдан, Іван, Лукаш, Павло, Марко, Михайло, Ригор. Фактично був родоначальником шляхетського роду Воловичів герба Богорія.